# Melchor Ocampo kommun, Nuevo León
Melchor Ocampo är en kommun i Mexiko.   Den ligger i delstaten Nuevo León, i den centrala delen av landet, 700 km norr om huvudstaden Mexico City. Antalet invånare är 579.
Följande samhällen finns i Melchor Ocampo:
- Charco Redondo
- Alfonso Reyes